# Kurnatowszczyzna
Kurnatowszczyzna [kurnatɔfʂˈt͡ʂɨzna] est un village polonais de la gmina de Sidra dans le powiat de Sokółka et dans la voïvodie de Podlachie.